# Eumorphus panfilovi
Eumorphus panfilovi es una especie de coleóptero de la familia Endomychidae.

## Distribución geográfica
Habita en Yunnan (China).